# (6550) Parléř
6550 Parler (1988 VO5) – planetoida z pasa głównego asteroid okrążająca Słońce w ciągu 3,74 lat w średniej odległości 2,41 j.a. Odkryta 4 listopada 1988 roku.